# Ophiopogon yunnanensis
Ophiopogon yunnanensis är en sparrisväxtart som beskrevs av Sing Chi Chen. Ophiopogon yunnanensis ingår i släktet Ophiopogon och familjen sparrisväxter. Inga underarter finns listade i Catalogue of Life.